# Florian Schwarthoff
Florian Schwarthoff (Dortmund, 7 maggio 1968) è un ex ostacolista tedesco.

## Palmarès

### Olimpiadi
- 1 medaglia[1]:
  - 1 bronzo (Atlanta 1996 nei 110 m ostacoli)

### Europei
- 1 medaglia[1]:
  - 1 argento (Helsinki 1994 nei 110 m ostacoli)

### Europei indoor
- 1 medaglia[2]:
  - 1 bronzo (Glasgow 1990 nei 60 m ostacoli)

### Universiadi
- 1 medaglia[2]:
  - 1 bronzo (Duisburg 1989)

### Europei under 20
- 1 medaglia[2]:
  - 1 argento (Birmingham 1987)

## Altre competizioni internazionali
1994
- Coppa Europa di atletica leggera ( Birmingham)[1]

1995
- Coppa Europa di atletica leggera ( Villeneuve d'Ascq)[1]

1996
- Coppa Europa di atletica leggera ( Madrid)[1]